# Корюківський район
Корюківський райо́н (Корюківщина) — район в Україні, у північній частині Чернігівської області, був утворений під час адміністративно-територіальної реформи в Україні 2020 року. Адміністративний центр — місто Корюківка. 
До складу району входять 5 територіальних громад.

## Історія
Корюківський район утворено 19 липня 2020 року згідно із Постановою Верховної Ради України № 807-IX від 17 липня 2020 року в рамках Адміністративно-територіальної реформи в Україні. До його складу увійшли: Корюківська, Менська, Сновська міські та Сосницька і Холминська селищні територіальні громади. Перші вибори Корюківської районної ради відбулися 25 жовтня 2020 року.
Раніше територія району входила до складу ліквідованих в той же час Корюківського (1923—2020), Менського, Сновського та частини Семенівського районів Чернігівської області.

## Персоналії

### Корюківська територіальна громада
- Віленський Зіновій — скульптор, лауреат Державної премії СРСР
- Довгопол В. — учений в галузі чорної металургії, лауреат Державної премії СРСР
- Ткаченко Валентина — поетеса
- Савич Іван — поет
- Розстальний Віталій — народний артист України
- Корнієвський Олександр — кобзар-лірник, майстер з виготовлення народних музичних інструментів
- Шут Андрій — кобзар-лірник
- Летута Панас Захарович (1887 - ?) - український громадський діяч у Маньчжурії, народився на хуторі неподалік с. Охромієвичі

 Герої Радянського Союзу: 
- Більченко Феодосій Лукич
- Лучок Михайло Тихонович
- Стрілець Федір Михайлович
- Білий Данило Микитович
- Дудко Федір Михайлович
- Бардаков Григорій Фокич.

### Менська територіальна громада
- Верьовка Григорій Гурійович (1895–1964) — уродженець Березни, лауреат Державної премії УРСР ім. Т. Г. Шевченка, художній керівник і головний диригент Державного Українського народного хору, народний артист УРСР, професор, композитор.
- Виноградський Юрій Степанович
- Гайдамака Анатолій Васильович (1939) — уродженець с. Волосківці, закінчив Синявську СШ. Лауреат Державної премії ім. Т. Г. Шевченка та премії ім, М.Островського, заслужений і народний художник України.
- Кочур Григорій Порфирович (1908–1994) — уродженець с. Феськівка, навчався і працював у Мені. Український перекладач і поет, член Спілки письменників України, лауреат Державної премії ім. Т. Г. Шевченка 1995 р. і республіканської літературної премії ім. М. Т. Рильського.[5]
- Лук'янова (Лисиця) Олена Михайлівна (1922) — народилася в Блистові, деякий час проживала в Мені. Лауреат Державної премії України, доктор медичних наук, член-кореспондент Академії медичних наук, професор, заслужений діяч науки, почесна громадянка Києва.
- Самбур Григорій Микитович (1893–1965) — український ґрунтознавець родом із Менщини, доктор сільськогосподарських наук. Лауреат Докучаєвської премії
- Сахновський Гнат Васильович
- Товстуха Іван Павлович (1899–1935) — народився в Березні. Державний і партійний діяч, працював у Наркомнаці, був редактором перших кількатомних видань творів В. І. Леніна, лауреат Державної премії СРСР за видання у співавторстві «Истории гражданской войны». Похований в Кремлівській стіні.
- Корбач Іван Михайлович (1926) — уродженець Березни, журналіст і письменник, автор 15 книжок, краєзнавець, відповідальний секретар «Чернігівського земляцтва» в Києві, двічі лауреат премії ім. М. М. Коцюбинського і премії Українського фонду культури,
- Мишастий Михайло Анрійович (1890–1978) — родом з Блистови, в числі перших одержав звання заслуженого учителя УРСР, музикант, диригент, самодіяльний композитор і поет, фольклорист і етнограф.
- Павленко Сергій Олегович (1955) — проживав в с. Дягова, заслужений журналіст України, лауреат премій ім. Б.Грінченка, міжнародної ім. І.Мазепи, ім. М.Коцюбинського, міжнародної журналістської ім. В.Стуса, член Національної спілки журналістів України. Власкор газети «Голос України». Головний редактор журналу «Сіверянський літопис».
- Полосьмак Геннадій Іванович, ініціатор створення та перший директор менського зоопарку.
- Сподаренко Іван Васильович (1931) — народився в Стольному. Заслужений журналіст України, член Спілки письменників, редактор газети «Сільські вісті».
- Довгий Олексій Прокопович (1929) — уродженець с. Городище, поет, член Спілки письменників України.
- Дей Олексій Іванович (1921–1986) — уродженець с. Синявка, фольклорист і етнограф, доктор філологічних наук, професор.
- Корнієнко Микола Іванович (1937) — родом з Мени. Політолог, професор, заслужений юрист України, колишній член Конституційного суду України.
- Шестак Надія Петрівна — сучасна співачка, заслужена і народна артистка України, має родинні корені в Стольному, почесна громадянка цього села.
- Калібаба Дмитро Панасович (1925–2005) — народився в с. Ушня проживав і працював в Мені. Відомий краєзнавець, колекціонер українських старожитностей, член Спілки журналістів України, один з ініціаторів створення шкільного краєзнавчого музею, який потім переріс в районний, районної художньої галереї.
- Мороз Данило Костянтинович (1841–1894) — український письменник Х1Х ст., народився і жив у с. Сахнівка (нині Ленінівка).
- Корінь Терентій Савич (1883–1930) — уродженець Блистови, спортсмен-борець.
- Трегубенко Сергій Миколайович кореспондент, кінооператор, активний громадський діяч міста Мени.
- Євлаш Ілля Олегович - речник Повітряних сил ЗСУ.

Відомі кобзарі і лірники :
- Бешко Андрій Ларіонович (?-1855), Гойденко (Гайдук) Андрій Матвійович (перша половина Х1Х ст.), Пархоменко Терентій Макарович (1872–1911), Ткаченко-Галашко Петро Федорович (1878–1918), Симоненко Дем'ян Гаврилович (1871–1948), Гребень Аврам Родіонович (1878–1961).
- Корнієнко Олександр Самійлович (1889–1988) — народився в с. Данилівка. Відомий майстер бандур та інших музичних інструментів, кобзар.
- Убиті радянською владою в 1930-х роках кобзарі Думенко (Думченко, Дума) Лука з с. Киселівка, Руденко (Рудиченко) Данило з с. Баба (Жовтневе), Симоненко Василь з с. Корюківка.[6]

### Сновська територіальна громада
У Сновську народився Щорс Микола (1895 р.-1919) — радянський військовий діяч періоду російсько-української війни 1917—1922 років, командир 1-ї Української дивізії. Серед визначних діячів науки, культури відомі імена Натана Григоровича Рахліна (1906–1979) — народного артиста СРСР, професора, лауреата Державної премії, головного диригента Державного симфонічного оркестру УРСР; письменників Івана Овсієнка, Олександра Смоляка, поетеси Антоніни Корінь, вчених Павла Бідулі — заслуженого діяча науки і техніки, ливарника; Бориса Коваленка — літературознавця, Якова Ждановича — вченого архівіста; Василя Полевика — заслуженого діяча культури, фольклориста, музиканта, керівника багатьох самодіяльних художніх колективів.
Російський письменник, лауреат Державної премії СРСР Рибаков (Аронов) Анатолій Наумович (1911–1998) з 1975 по 1977 рік працював над романом «Важкий пісок», у якому показав свою родовід і ті випробування, що пережили його рідні, близькі та знайомі в м. Щорс. За мотивами його роману в нашому місті знімався багатосерійний фільм.
Інші відомі постаті: Вакуловська Лідія Олександрівна (1926–1991) — письменниця, журналістка; Большаков Леонід Наумович (1924–2004) — прозаїк, літературознавець, професор, громадський діяч; Ващенко Василь Пилипович (1940 р.н.) — доктор технічних наук, професор, академік; Дроздов Олександр Олексійович (1952 р.н.) — внучатий племінник М. О. Щорса, виконавчий директор Президентського центру Б. М. Єльцина. Ужанков Олександр Миколайович (1955 р.н.) — професор, доктор філологічних наук, кандидат культурології; тощо.